# Balkanhalvøen
 "Balkan" omdirigeres hertil. For andre betydninger af Balkan, se Balkan (flertydig).
Balkanhalvøen, eller blot Balkan, er en halvø i den sydøstlige del af Europa. Halvøen omfatter dele af Slovenien og Kroatien, det meste af Serbien, samt hele Montenegro, Kosovo, Bosnien-Hercegovina, Albanien, Nordmakedonien, Grækenland, Bulgarien, Dobrogea (Rumænien) og den europæiske del af Tyrkiet.
Halvøen blev døbt Balkanhalvøen af den tyske geograf August Zeune i 1808, inspireret af Balkanbjergkæden (også kaldet Balkanbjergene) i det nuværende Bulgarien.
Balkanhalvøen har været plaget af mange konflikter igennem alle perioder i historisk tid.

## Lande på Balkanhalvøen

### Lande og områder helt beliggende på Balkanhalvøen
- Albanien
- Kosovo
- Bulgarien
- Bosnien og Hercegovina
- Nordmakedonien
- Montenegro

### Lande og områder delvist beliggende på Balkanhalvøen
- Kroatien (ikke nordøstlige del)
- Serbien (ikke Vojvodina)
- Grækenland (ikke græske øhav)
- Tyrkiet (kun østlige Thrakien) (den europæiske del af Tyrkiet)
- Rumænien (kun Dobrogea)
- Slovenien (kun Primorska, Notranjska og del af Dolenjska)
- Italien (kun Triesteprovinsen og del af Goriziaprovinsen)

## Kort over Balkan
- Balkan, historisk kort 1891
- Balkan, etnisk oversigt i 1898